# Spolek svaté Ludmily
Spolek svaté Ludmily nebo Spolek paní svaté Ludmily (německy Ludmila Sankt Frauenverein) byl český ženský spolek, který byl založen hraběnkou Kristýnou Schönbornovou v Praze roku 1850 nebo 1851. Svůj název odvozoval od české kněžny, mučednice a světice svaté Ludmily. Do první poloviny šedesátých let 19. století byl jediným ženským spolkem v Čechách. Formálně byl zrušen roku 1946. Sídlil v Týnském dvoře čp. 639/I a jeho duchovním ochráncem byl v prvních letech týnský farář, než se jím stal vnuk zakladatelky, pražský arcibiskup František Schönborn.

## Historie
Založen byl v roce 1850 nebo 1851 jako jeden z prvních českých ženských spolků a zároveň jako jeden z prvních českých spolků vůbec – teprve Říjnový diplom vydaný roku 1860 umožňoval zakládat spolky. Do té doby nebyla spolková činnost dovolena. Vedoucí osobností spolku byla hraběnka Kristýna Schönbornová (1817–1902). 
Spolek vznikl s cílem podporovat zejména vdovy a matky samoživitelky, které po ztrátě manžela nebyly schopny zajistit sobě, případně své rodině, obživu, a tak často upadaly do chudoby. Spolek byl založen u příležitosti 930. výročí mučednické smrti svaté Ludmily, jedné z českých patronek. Byl tehdy jedinou ženskou asociací tohoto zaměření v Čechách. I přes napjaté společenské prostředí neoabsolutismu se spolek navzdory svému českému charakteru udržel. Jeho prvním úkolem byla podpora potřebných (almužny) a druhým vzdělání pro samostatné profesní uplatnění žen. Usiloval o to, aby se vedle okruhu žen a dívek kolem ženské školy Františky Amerlingové stal také centrem ženské komunity v Praze. V Prazu mu v úsilí o získávání finanční podpory konkurovaly dva německojazyčné spolky, jednak lépe dotovaný a úspěšnější Ženský výrobní spolek s názvem Frauen Erwerb Verein Prag (založený roku 1869), a dále  Spolek svaté Notburgy (Notburga St. Frauenverein), založený v domě čp. 321/III při Vlašském špitále na Malé Straně roku 1851, v jehož čele stála princezna Eleonora Thurn-Taxisová, méně významný byl Israelitischer Frauenverein na Smíchově, který podporoval chudé židovské rodiny, údajně již od roku 1794.
Členkou Spolku svaté Ludmily se roku 1864 stala také Marie Riegrová-Palacká, dcera Františka Palackého. S podporou tajemnice spolku, Anny Srbové jej reorganizovala a pomocí něj se snažila o vybudování samostatné české vzdělávací instituce pro dívky, školy ženských povolání. Roku 1865 byla založena Ženská průmyslová škola v Praze. Její první ředitelkou se stala Gabriela Vaňourková. Učební program tvořilo šití, účetnictví, kreslení, rytectví a emailérství. Vstupovaly do něj dívky s fragmentárním vzděláním, obvykle jen absolventky dvouleté městské či farní školy. Proto musely nejdříve projít tříměsíčním kursem literních předmětů.
Spolek měl dvě roviny působeníː pro české ženy vyšší společnosti, manželky a dcery spisovatelů, intelektuálů, novinářů či politiků splňoval kritéria společenského klubu, sloužil jim ke společnému trávení volného času a deklarování ženské emancipace. Mezi jeho členkami se obejevily například Ludmila Šimáčková, Eliška Krásnohorská či Sofie Podlipská. Velká část dam angažovaných ve Spolku svaté Ludmily se rovněž roku 1865 stala členkami Amerického klubu dam, prvního českého ženského spolku vzniknuvšího z iniciativy mecenáše Vojty Náprstka, který se scházel v jeho domě U Halánků.
Závažným problémem se brzy ukázalo uplatnění absolventek průmyslové školy, kromě švadlen a šiček prádla o ně nebyl zájem. Pražští řemeslníci je do svých dílen nechtěli přijímat, obávali se konkurence. Riegrová dokázala najít uplatnění jen pro jedenáct absolventek kursů. Protože ze stávajících kurzů zůstalo úspěšné jen šití, navrhla rozšíření o další obory studia, například typografky. Schönbornová však tvrdě oponovala, že by společná práce mužů a žen v tiskárně znamenala mravní zkázu. Další podněty přivezla Riegrová roku 1867 ze Světové výstavy v Paříži. Trvala na filantropické službě, stálé podpoře potřebných a dále prosadila výuku dvou nových řemesel, která ženy mohly vykonávat z domova – malbu na porcelán a sklo. Pražský magistrát kurs podpořil poskytnutím dvou vypalovacích pecí, bohatí příznivci darovali materiál. První prodejní výstava výrobků roku 1869 byla sice úspěšná, ale finanční situace spolku zůstala nevalná. Druhá prodejní výstava byla zároveň poslední.
Okolo roku 1870 docházelo ve spolku stále více ke sporům, po kterých zejména mladší členky spolku odešly a založily na začátku roku 1871 Ženský výrobní spolek, novou organizaci s totožnou agendou v lepším vzdělávacím schématu. V roce 1873 odešla ze spolku Riegrová a krátce po ní také Lužická. Spolek svaté Ludmily nadále kvůli nedostatku financí utlumoval svou vzdělávací činnost, kromě domácího hospodářství zůstávalo hlavním kursem šití, se zakázkami přidělovanými chudým ženám. Poslední z rukodělných kurzů pro ženy byl podle některých pramenů zrušen roku 1885. Spolek však nadále zprostředkoval šití prádla a vyvíjel dobročinnost (hlavně podpora nemajetných vdov a sirotků) pod upraveným názvem Spolek Paní svaté Ludmily stále pod vedením Kristýny Schönbornové, dále její dcery Vilmy Schönbornové a pod protektorátem arcibiskupa Františka Schönborna.  Mezi charitativními spolky v Československu je zmiňován naposledy v letech 1930-1932. Formálně byl zrušen až roku 1946.

## Další spolky svaté Ludmily
Po vzoru pražského Spolku svaté Ludmily vznikla sdružení téhož jménaː
- Jednota svaté Ludmily v Karlíně, byla založena v Praze–Karlíně roku 1868. V čele stála Marie Demartini, protektorem byl Karel Bursík. Její hlavní činností byl sběr starého šatstva a jeho přešívání pro sirotky a školáky.
- ve Vídni existoval od roku 1884.[11]
- v Nové Pace vznikl roku 1888 spolek Ludmila .[12].
- v Libochovicích byl spolek Svatá Ludmila založen roku 1893
- sesterský spolek vznikl až v Turčanském Svätém Martině

- Názvem příbuzný spolek Svatá Ludmila 1100 let (v roce 2022 zjednodušeným na Svatá Ludmila) byl založen v Nýřanech v roce 2015[13]. Jeho zaměření spíše odkazuje na historický a duchovní odkaz svaté Ludmily. Na ženskou problematiku se soustředí jen okrajově. Od roku 2023 se spolek začal věnovat i památce ostatních národních světců a poutní turistice v České republice.[14]